# جمعية ناميبيا الوطنية
جمعية ناميبيا الوطنية (بالإنجليزية: National Assembly )‏ هي الهيئة التشريعية في ناميبيا، التي تأسست في نوفمبر 1989، وتتكون من 104 مقعداً، وهي المجلس الأدنى في برلمان ناميبيا.

## طالع أيضًا
- برلمان ناميبيا